# 세종로공원
세종로공원(世宗路公園)은 서울특별시 종로구 세종대로에 위치한 공원이다.

## 연혁
- 조선 시대 : 사헌부, 병조 관아 터
- 1885년 9월 : 지금의 종로구 세종로 80-1 일원에서 한성전보총국 개국[1]
- 1984년 11월 23일 : 중구 태평로1가에 있던 외무부 여권과를 종로구 세종로 80-1로 이전함[2]
- 1987년 6월 : 서울특별시에서 외무부 여권과 건물 철거 후 미관광장 조성 계획을 밝힘[3]
- 1988년 11월 : 서울특별시에서 야외주차장으로 이용되고 있는 미관광장 지상에 공원을 조성하고 지하에 주차장을 건설할 계획을 밝힘[4]
- 1992년 9월 : 선경건설에서 지하주차장 준공[5], 공원 완공
- 1992년 9월 26일 : 체신부에서 ‘전기통신 발상지 기념탑’ 건립[6]
- 1995년 10월 25일 : ‘서울의 찬가 노래비’ 건립[7]
- 2010년 10월 : 서울특별시에서 세종로공원 재정비 계획을 밝힘[8]
- 2011년 3월 : 서울특별시에서 ‘한글글자마당’ 조성 계획을 밝힘[9]
- 2011년 7월 : 서울특별시에서 ‘한글글자마당’ 디자인을 확정하였음을 밝힘[10]
- 2011년 11월 12일 : 공원 재개장[11]
- 2014년 8월 29일 : ‘조선어학회 한말글 수호 기념탑’ 건립[12]
- 2015년 6월 14일 : 서울특별시에서 세종로공원 부지에 ‘서울시 클래식 콘서트홀’을 건립하는 기본계획을 수립함[13]

## 시설
- 한글글자마당
- 전기통신 발상지 기념탑
- 조선어학회 한말글 수호 기념탑
- 주요한 시비(詩碑)
- 서울의 찬가 노래비